# Élections législatives de 1962 en Dordogne
Les élections législatives françaises de 1962 se déroulent les 18 et 25 novembre 1962.  Dans le département de la Dordogne, quatre députés sont à élire dans le cadre de quatre circonscriptions.

## Élus
| Circonscription | Député sortant | Parti | Parti  | Député élu ou réélu | Parti | Parti   |
| --------------- | -------------- | ----- | ------ | ------------------- | ----- | ------- |
| 1re             | Raoul Rousseau |       | UNR    | Yves Guéna          |       | UNR-UDT |
| 2e              | Henri Sicard   |       | UNR    | Louis Pimont        |       | SFIO    |
| 3e              | Georges Bonnet |       | Radsoc | Georges Bonnet      |       | Radsoc  |
| 4e              | Michel Diéras  |       | Radsoc | Robert Lacoste      |       | SFIO    |

## Résultats

### Résultats au niveau départemental
| Parti          | Parti                                          | Premier tour | Premier tour | Second tour | Second tour | Sièges |
| Parti          | Parti                                          | Voix         | %            | Voix        | %           | Sièges |
| -------------- | ---------------------------------------------- | ------------ | ------------ | ----------- | ----------- | ------ |
|                | Union pour la nouvelle République (UDT)        | 39 821       | 22,51        | 48 207      | 26,24       | 1      |
|                | Modérés                                        | 9 180        | 5,19         | Retrait     | Retrait     | 0      |
|                | Majorité présidentielle                        | 49 001       | 27,70        | 48 207      | 26,24       | 1      |
|                |                                                |              |              |             |             |        |
|                | Parti communiste français                      | 45 238       | 25,57        | 34 719      | 18,90       | 0      |
|                | Section française de l'Internationale ouvrière | 42 175       | 23,84        | 66 672      | 36,29       | 2      |
|                | Parti radical                                  | 40 499       | 22,89        | 34 129      | 18,58       | 1      |
|                |                                                |              |              |             |             |        |
| Inscrits       | Inscrits                                       | 252 305      | 100,00       | 253 276     | 100,00      | 4      |
| Abstentions    | Abstentions                                    | 70 194       | 27,82        | 61 992      | 24,48       |        |
| Votants        | Votants                                        | 182 111      | 72,18        | 191 284     | 75,52       |        |
| Blancs et nuls | Blancs et nuls                                 | 5 198        | 2,85         | 7 557       | 3,95        |        |
| Exprimés       | Exprimés                                       | 176 913      | 97,15        | 183 727     | 96,05       |        |

### Résultats par circonscription

#### Première circonscription (Périgueux)
| Candidat       | Candidat               | Parti          | Premier tour | Premier tour | Second tour | Second tour |  |
| Candidat       | Candidat               | Parti          | Voix         | %            | Voix        | %           |  |
| -------------- | ---------------------- | -------------- | ------------ | ------------ | ----------- | ----------- |  |
|                | Yves Péron             | PCF            | 14 074       | 32,6         | 21 592      | 48,81       |  |
|                | Yves Guéna élu         | UNR-UDT        | 12 764       | 29,57        | 21 608      | 48,85       |  |
|                | Raoul Rousseau sortant | Rad            | 9 828        | 22,77        | 1 033       | 2,33        |  |
|                | René Caille            | SFIO           | 6 503        | 15,06        | Retrait     | Retrait     |  |
|                |                        |                |              |              |             |             |  |
| Inscrits       | Inscrits               | Inscrits       | 62 506       | 100,00       | 62 520      | 100,00      |  |
| Abstentions    | Abstentions            | Abstentions    | 18 178       | 29,08        | 15 462      | 24,73       |  |
| Votants        | Votants                | Votants        | 44 328       | 70,92        | 47 058      | 75,27       |  |
| Blancs et nuls | Blancs et nuls         | Blancs et nuls | 1 159        | 2,61         | 2 825       | 6           |  |
| Exprimés       | Exprimés               | Exprimés       | 43 169       | 97,39        | 44 233      | 94          |  |

#### Deuxième circonscription (Bergerac)
| Candidat       | Candidat             | Parti          | Premier tour | Premier tour | Second tour | Second tour |  |
| Candidat       | Candidat             | Parti          | Voix         | %            | Voix        | %           |  |
| -------------- | -------------------- | -------------- | ------------ | ------------ | ----------- | ----------- |  |
|                | Louis Pimont élu     | SFIO           | 11 105       | 27,18        | 26 759      | 62,48       |  |
|                | Robert Aulong        | UNR-UDT        | 9 320        | 22,81        | 16 065      | 37,72       |  |
|                | Henri Sicard sortant | Modérés        | 9 180        | 22,47        | Retrait     | Retrait     |  |
|                | Léon Lichtenberg     | PCF            | 7 975        | 19,52        | Retrait     | Retrait     |  |
|                | Marcel Ventenat      | Radsoc         | 3 272        | 8,01         | Retrait     | Retrait     |  |
|                |                      |                |              |              |             |             |  |
| Inscrits       | Inscrits             | Inscrits       | 59 404       | 100,00       | 59 402      | 100,00      |  |
| Abstentions    | Abstentions          | Abstentions    | 17 563       | 29,57        | 14 681      | 24,71       |  |
| Votants        | Votants              | Votants        | 41 841       | 70,43        | 44 721      | 75,29       |  |
| Blancs et nuls | Blancs et nuls       | Blancs et nuls | 989          | 2,36         | 1 897       | 4,24        |  |
| Exprimés       | Exprimés             | Exprimés       | 40 852       | 97,64        | 42 824      | 95,76       |  |

#### Troisième circonscription (Nontron)
| Candidat       | Candidat                     | Parti          | Premier tour | Premier tour | Second tour | Second tour |  |
| Candidat       | Candidat                     | Parti          | Voix         | %            | Voix        | %           |  |
| -------------- | ---------------------------- | -------------- | ------------ | ------------ | ----------- | ----------- |  |
|                | Georges Bonnet sortant réélu | Radsoc         | 18 318       | 39,22        | 22 726      | 48,00       |  |
|                | Pierre Passerieux            | PCF            | 12 317       | 26,28        | 15 959      | 32,42       |  |
|                | Pierre Beylot                | UNR-UDT        | 10 364       | 22,19        | 10 534      | 20,58       |  |
|                | Léon Michel                  | SFIO           | 5 702        | 12,2         | Retrait     | Retrait     |  |
|                |                              |                |              |              |             |             |  |
| Inscrits       | Inscrits                     | Inscrits       | 66 447       | 100,00       | 67 414      | 100,00      |  |
| Abstentions    | Abstentions                  | Abstentions    | 18 148       | 27,31        | 16 873      | 25,03       |  |
| Votants        | Votants                      | Votants        | 48 299       | 72,69        | 50 541      | 74,97       |  |
| Blancs et nuls | Blancs et nuls               | Blancs et nuls | 1 598        | 3,31         | 1 322       | 2,62        |  |
| Exprimés       | Exprimés                     | Exprimés       | 46 701       | 96,69        | 49 219      | 97,38       |  |

#### Quatrième circonscription (Sarlat)
| Candidat       | Candidat              | Parti          | Premier tour | Premier tour | Second tour | Second tour |  |
| Candidat       | Candidat              | Parti          | Voix         | %            | Voix        | %           |  |
| -------------- | --------------------- | -------------- | ------------ | ------------ | ----------- | ----------- |  |
|                | Robert Lacoste élu    | SFIO           | 18 865       | 40,84        | 23 954      | 50,48       |  |
|                | Roger Ranoux          | PCF            | 10 872       | 23,54        | 13 127      | 27,66       |  |
|                | Michel Diéras sortant | Radsoc         | 9 081        | 19,66        | 10 370      | 23,86       |  |
|                | Francis Bussonnais    | UNR-UDT        | 7 373        | 15,96        | Retrait     | Retrait     |  |
|                |                       |                |              |              |             |             |  |
| Inscrits       | Inscrits              | Inscrits       | 63 948       | 100,00       | 63 940      | 100,00      |  |
| Abstentions    | Abstentions           | Abstentions    | 16 305       | 25,5         | 14 976      | 23,42       |  |
| Votants        | Votants               | Votants        | 47 643       | 74,5         | 48 964      | 76,58       |  |
| Blancs et nuls | Blancs et nuls        | Blancs et nuls | 1 452        | 3,05         | 1 513       | 3,09        |  |
| Exprimés       | Exprimés              | Exprimés       | 46 191       | 96,95        | 47 451      | 96,91       |  |